# Totul despre sex (serial)
Totul despre sex este un serial american popular, multiplu câștigător al premiilor Emmy și Globurile de Aur. Serialul a fost difuzat original și produs de HBO între anii 1998 și 2004, timp de șase sezoane. 
Acțiunea are loc în New York, personajele principale fiind patru femei care se apropie de vârsta de patruzeci de ani. Sitcomul se referă adesea la probleme legate de sex, dar și de rolul femeii în societate, și cum sunt afectate acestea-inclusiv personajele principale. În serial joacă în rolurile principale Sarah Jessica Parker (Carrie), Kim Cattrall (Samantha), Cynthia Nixon (Miranda) și Kristin Davis (Charlotte).
Filmările s-au desfășurat în mare parte în Studiourile Silvercup, și în diferite locații din Manhattan.

## Prezentare generală
Serialul a fost bazat parțial pe cartea cu același nume de Candace Bushnell, alcătuită din editorialele sale de la ziarul New York Observer. Bushnell a declarat în unele interviuri că a folosit-o pe Carrie Bradshaw ca alter egoul ei în editoriale; când a început să scrie Totul despre sex, și-a folosit inițial numele propriu; din motive de intimitate, a creat personajul Carrie Bradshaw, o femeie care era tot o scriitoare și locuia în New York. Carrie are aceeași inițiale, făcând astfel legătura cu Candace.
Creatorul serialului, Darren Star, i-a plătit lui Bushnell 50.000 $ pentru drepturile complete asupra editorialelor ei. Seria are „o asemănare vagă cu materialul original”; editorialele erau „întunecate și mai cinice” față de seria „mai blândă” produsă de Star. Potrivit cărții Sex and the City: Kiss and Tell de Amy Sohn, Star a vrut să creeze un serial care exprima adevărata comedie și sexualitate adultă, pe față.
Povestea serialului le are ca protagoniste pe Carrie și cele mai bune prietene ale ei - Samantha, Charlotte și Miranda. Acestea discută despre dorințele și fanteziile sexuale, precum și despre probleme din viață și dragoste. Seria adesea prezintă discuții despre romantism și sexualitate, în special în contextul femeilor singure de peste 30 de ani. Fiecare episod din sezonul 1 conține interviuri scurte luate locuitorilor orașului New York legat de subiectele din acel episod. Acestea au continuat și în sezonul 2 pentru o perioadă fiind apoi eliminate complet.
Un alt element care a fost scos într-un final a fost cel în care Carrie trecea zidul dintre serial și audiență (uitându-se în camera de filmat și adresându-se audienței direct). Episodul pilot al serialului a avut însă și momente în care Miranda, Charlotte și câteva personaje minore au vorbit direct către public. Ultima dată când Carrie a vorbit cu audiența a fost în episodul 3 al sezonului 2, „The Freak Show”.
Metoda de exprimare a monologului interior s-a axat doar pe Carrie, care avea să vorbească în voice-over. Povestirile ei adesea aveau legătură cu „articolul săptămânii”, unde își exprima gândurile cu expresii de genul „Nu puteam decât să mă întreb...”. Când spunea acestea, monitorul calculatorului ei este arătat în timp ce tastează cuvintele spuse în voice-over, terminând tema episodului cu o întrebare precum, „Chiar putem face sex fără politică?” sau „Suntem ușoare?”.

## Personaje

### Cele patru protagoniste
Carrie Bradshaw

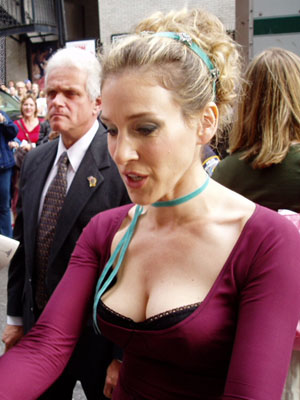
Sarah Jessica Parker, interpreta lui Carrie Bradshaw

Replica memorabilă:„Nu contează cine îți frânge inima sau cât timp va dura să ți se vindece rănile, un lucru e cert: nu vei trece niciodată peste astfel de momente fără ajutorul prietenilor”
Fiind interpretată de Sarah Jessica Parker, aceasta este naratoarea fiecărui episod. Fiecare episod al serialului este structurat în jurul gândurilor și memoriilor sale, în timp ce personajul scrie reportaje săptămânale pentru cotidianul fictiv The New York Star. Carrie face parte din clasa socială de vârf a femeilor din orașul New York, fiind o clientă fidelă a cluburilor, barurilor și restaurantelor din regiune. Bradshaw este renumită pentru vestimentația sa, dar și datorită pasiunii sale pentru pantofi. Acest lucru este evident în episodul , din sezonul al patrulea, când ea este invitată de către Lynne Cameron (interpretată de Margaret Cho) să participe la o prezentare de modă.
Carrie lucrează în apartamentul său ca ziaristă, scriind pe calculatorul său portabil articole pentru diferite ziare având ca temă aspectele relațiilor amoroase. În cel de-al cincelea sezon al serialului, câteva dintre articolele sale sunt incluse într-o carte. După publicarea acestui material, Carrie începe să scire pentru reviste precum Vogue sau New York. Bradshaw locuiește într-un apartament din Upper East Side pentru care plătește chirie lunară. De-a lungul serialului, personajul are mai multe relații de lungă durată. Totuși, ea se logodește cu „Mr. Big” (interpretat de Chris Noth), cu care împărtășește o relație complicată.
Charlotte York

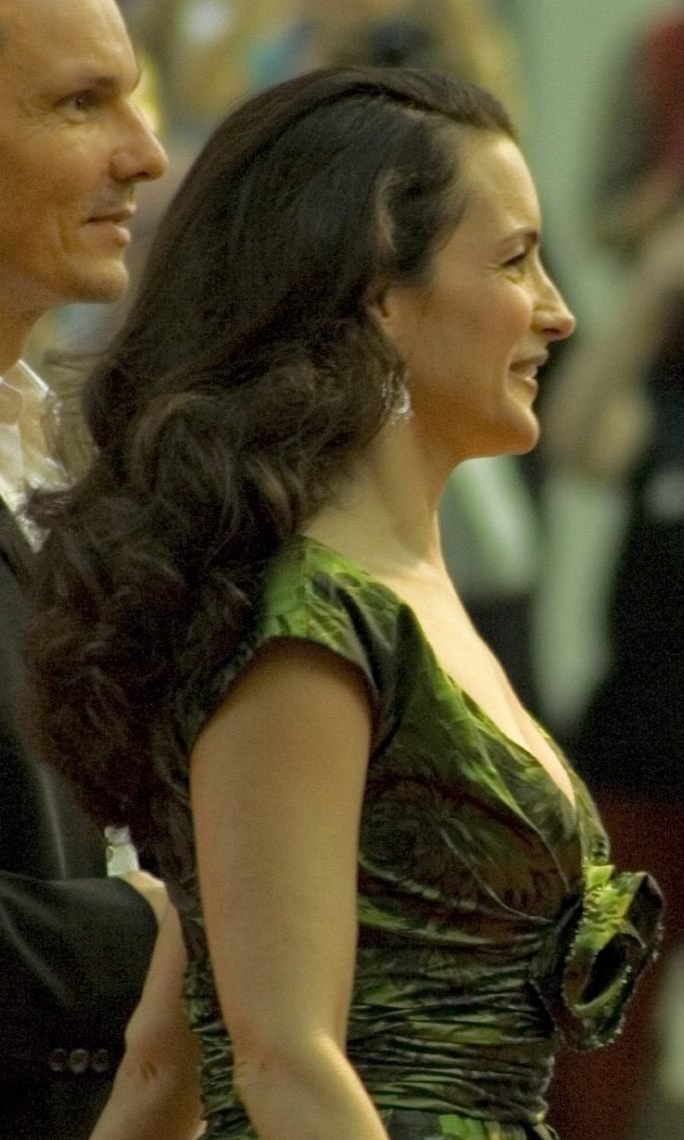
Kristin Davis, interpreta Charlottei York

Replica memorabilă:„Cred că o relație trebuie să fie bazată pe sinceritate și multă comunicare pentru a avea vreo șansă de reușită.”
Interpretată de Kristin Davis, Charlotte lucrează într-o galerie de artă, având o educație convențională. Este cea mai conservatoare și pozitivă din grup, atribuind o importanță mare dragostei față de dorințele carnale, fiind o adevărată romantică; mereu își caută „cavalerul pe cal alb”. Aceasta sfidează părerile libertine ale prietenelor ei (în special ale Samanthei), având o atitudine tradițională când vine vorba de relații, de obicei pe baza „regulilor” iubirii. În ciuda acestora, Charlotte a făcut concesii (fiind căsătorită) care le-a surprins chiar și pe prietenele ei mai liberale.
Charlotte a fost o elevă de nota 10, făcând facultatea Smith College, fiind membră Kappa Kappa Gamma și având specializarea în „Istoria artei”. De-a lungul seriei, s-a descoperit că Charlotte a fost votată regina balului bobocilor, regina balului de sfârșit de an, cea mai populară, președinta consiliului elevilor și căpitanul echipei de atletism fiind și model.
Samantha Jones

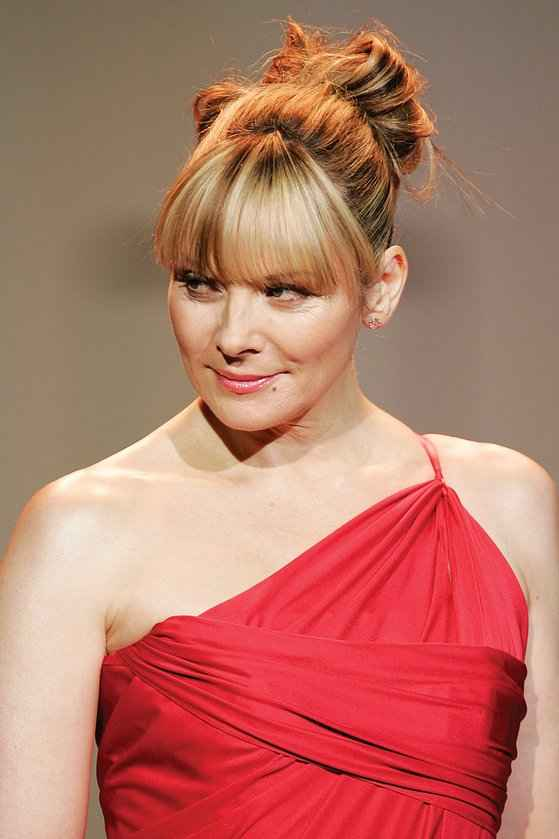
Kim Cattrall, interpreta Samanthei Jones

Replica memorabilă:„Banii reprezintă putere. Sexul reprezintă putere. Atunci...luatul banilor pentru sex e un schimb de putere.”
Samantha Jones, interpretată de Kim Cattrall, este cea mai în vârstă și cea mai îndrăzneață din punct de vedere sexual din cele patru. Este o femeia de afaceri independentă, având o carieră în relații cu publicul. Sam - cum este adesea alintată de prietenele ei - este încrezătoare, puternică, sinceră și spune despre ea că va încerca orice din punct de vedere al sexului la un moment dat. Una din cele mai apreciate calități ale ei este loialiatea față de prieteni. Crede că are sute de suflete pereche, și le cere partenerilor ei de sex sa plece „la o oră după punctul culminant”. De-a lungul serialului, s-a descoperit că atitudinea rece a Samanthei era doar o fațadă, care ascundea o ființă sensibilă.
În sezonul 6, viața Samanthei se schimbă, fiind diagnosticată cu cancer mamar la vizita sa la un chirurg plastician pentru un implant de silicon. Aceasta face operație, apoi chimioterapie, reușind să scape de cancer. După această experiență, viziunea despre viață și dragoste i se schimbă, începând cea mai lungă și de succes relație din viața ei cu un actor/model tânăr, Smith Jerrod.
Miranda Hobbes

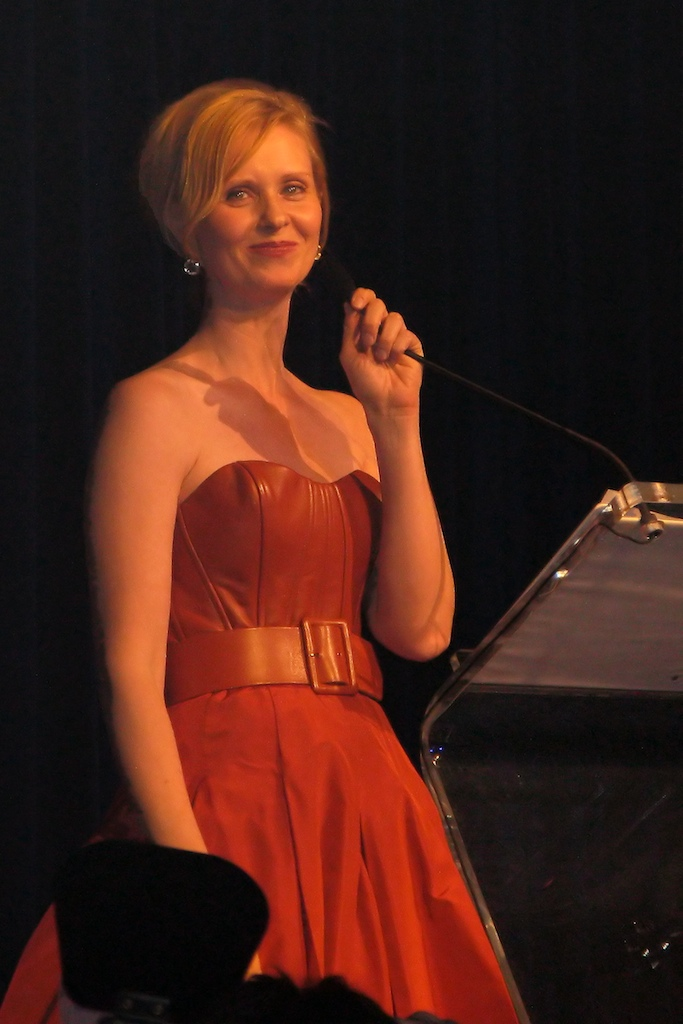
Cynthia Nixon, interpreta Mirandei Hobbes

Replica memorabilă:„Poate că e din cauza maturității și înțelepciunii care vine de-a lungul vieții, dar tocmai am realizat un lucru: vrăjitoarea din povestea Hänsel și Gretel e foarte prost înțeleasă. Vreau să spun că...acea femeie își construiește casa visurilor sale, iar acești copii vin și încep să o mănânce.”
Fiind interpretată de Cynthia Nixon, Miranda este o avocată cu concepții extrem de cinice la adresa bărbaților. Absolventă a Universității Hardvard, secțiunea avocatură, Hobes este originară din Philadelphia și are doi frați. Miranda este cea mai bună prietenă a lui Carrie și în același timp confidenta acesteia.
În primele sezoane ale serialului, Hobes este înfățișată ca o femeie foarte masculină, deseori fără limite, dar această imagine dispare în timp, mai ales după ce rămâne gravidă cu iubitul său Steve Brady, cu care se căsătorește. Nașterea fiului său, Brady Hobbes îi creează noi probleme Mirandei, care reușește să găsească un echilibru între cariera și viața sa personală. Dintre cele patru femei, ea este prima care achiziționează un apartament (situat în aceeași zonă cu cel al lui Carrie, Upper West Side). Mai târziu, Miranda găsește o nouă locuință în Brooklyn.

### Personaje secundare

#### Interese amoroase
- Mr Big (Chris Noth)

- Aidan Shaw (John Corbett)

- Jack Berger (Ron Livingston)

- Aleksandr Petrovsky (Mihail Barîșnikov)

- Harry Goldenblatt (Evan Handler) este avocatul evreu al Charlottei, care este atras de aceasta de la început. Cu toată că ea nu este atrasă de el, începe o relație bazată doar pe sex cu el, care însă duce la o relație stabilă cu acesta. După ce Charlotte se convertește la iudaism, între cei doi are loc o ceartă mare, ceea ce-i face să se despartă timp de câteva săptămâni. Cei doi se căsătoresc și încearcă să facă/adopte un copil. Într-un final, adoptă o fetiță din China, pe care o numesc Lily. În film, Charlotte reușește să rămână însărcinată și naște o fetiță pe care o botează cu numele Rose.

- Doctorul Trey Mac Dougal (Kyle MacLachlan) a fost considerat de Charlotte „cavalerul [ei] în armură”, fiind un chirurg cardiolog scoțiano-american bogat. Logodna și nunta organizată „ca în basme” se termină brusc în luna de miere datorită impotenței lui Trey și a mamei sale pisăloage, Bunny. După o scurtă separare, cei doi se reîmpacă, având de aceasta dată o viață sexuală sănătoasă, însă descoperă că Charlotte are șanse mici să rămână însărcinată. În cele din urmă, se ceartă dacă ar trebui sau nu să facă fertilizare în vitro și divorțează.

- Jerry/Smith Jerrod (Jason Lewis) este un chelner tânăr, sedus de Samantha. Aceasta încearcă să mențină cu el o relație bazată doar pe sex, dar Jerry cere, încet, tot mai mult. Își dorește să devină actor, iar cariera acestuia înflorește când Samantha își folosește relațiile de PR (inclusiv schimbându-i numele din „Jerry Jerrod” în „Smith Jerrod”), făcându-i rost de un post de muncă în lumea modelingului, care devine în scurt timp un rol într-un film. Când începe să creadă că vârsta și experiența lui Smith nu sunt de ajuns pentru ea, el își oferă suportul necondiționat în timpul luptei ei cu cancerul la sân. În episodul final, Smith se întoarce de pe platoruile de filmare ale unui film din Canada doar pentru a-i spune c-o iubește, ea răspunzându-i „Însemni pentru mine mai mult decât oricare alt bărbat pe care l-am cunoscut vreodată”. Samantha se desparte de Smith la sfârșitul filmului.

- Richard Wright (James Remar) este un magnat hotelier de succes care nu crede în monogamie până o întâlnește pe Samantha. Acesta o seduce, iar când relația lor fără legături emoționale începe să avanseze, ambii se chinuie să pară la fel. În cele din urmă, cad de acord să se dedice numai unul altuia, dar, nefiind obișnuită cu monogamia, Samantha este mereu suspicioasă. Când chiar îl prinde pe Richard înșelând-o, după ce și-a pus o perucă și l-a urmărit, se desparte de el, dar se împacă după ce o roagă să-l ierte. Totuși, Samantha continuă să aibă suspiciuni îl legătură cu el, așa că se desparte de el. Spre sfârșitul seriei, Richard reapare, spunându-i Samanthei că ea a fost cel mai bun lucru care i sa întâmplat, dar după ce cei doi se culcă, Sam îl respinge pentru Smith Jerrod.

- Maria Reyes (Sonia Braga) este o lesbiană senzuală pe care Samantha o întâlnește la galeria unde aceasta își expusese picturile. Maria este imediat atrasă de ea, dar din moment ce Samantha nu crede în relații, cele două își propun să rămână prietene. Atracția dintre cele două însă se dovedește a fi puternică, iar la scurt timp, Samantha le face cunoștință prietenelor ei cu iubita ei. La început, Samantha se simte bine „fiind învățată” de Maria despre sexul dintre lesbiene, însă la scurt timp începe să nu-i placă când vorbitul despre relație începe să-i ia locul activităților sexuale, Maria fiind la fel de deranjată de trecutul sexual al Samanthei. Cele două se despart după ce fac sex cu un strap-on dildo.

- Steve Brady (David Eigenberg)

- Robert Leeds (Blair Underwood)

### Invitați speciali
În serial au apărut mulți invitați speciali. Cei mai cunoscuți dintre aceștii sunt:
- Jon Bon Jovi - Seth, episodul 13 din sezonul al doilea
- Alanis Morissette - Dawn, episodul 4 din sezonul al treilea
- Matthew McConaughey - El însuși, episodul 13 din sezonul al treilea
- Sarah Michelle Gellar - Debbie, episodul 13 din sezonul al treilea
- Carrie Fisher - Ea însăși, episodul 13 din sezonul al treilea
- Vince Vaughn - Keith, episodul 14 din sezonul al treilea
- Heidi Klum - Ea însăși, episodul 2 din sezonul al patrulea
- Lucy Liu - Ea însăși, episodul 9 din sezonul al patrulea
- Heather Graham - Ea însăși, episodul 6 din sezonul al cincelea
- David Duchovny - Jeremy, episodul 10 din sezonul al șaselea
- Geri Halliwell - Phoebe, episodul 10 din sezonul al șaselea
- Candice Bergen - Enid Frick, episodul 17 din sezonul al șaselea

## Episoade
Seria are 94 de episoade, împărțite în șase sezoane, difuzate în original din 1998 până în 2004, iar în România precum urmează:
| Sezonul   | Ep # | Prima difuzare în SUA | Prima difuzare în România |
| --------- | ---- | --------------------- | ------------------------- |
| Sezonul 1 | 12   | 6 iunie, 1998         |                           |
| Sezonul 2 | 18   | 6 iunie, 1999         |                           |
| Sezonul 3 | 18   | 4 iunie, 2000         |                           |
| Sezonul 4 | 18   | 3 iunie, 2001         |                           |
| Sezonul 5 | 8    | 21 iulie, 2002        |                           |
| Sezonul 6 | 20   | 22 iunie, 2003        |                           |